# Пілдешть
Пілдешть, Пілдешті (рум. Pildești) — село у повіті Нямц в Румунії. Входить до складу комуни Кордун.
Село розташоване на відстані 290 км на північ від Бухареста, 35 км на схід від П'ятра-Нямца, 60 км на захід від Ясс.

## Населення
За даними перепису населення 2002 року у селі проживали 3842 особи, з них 3836 осіб (99,8%) румунів. Рідною мовою 3835 осіб (99,8%) назвали румунську.